# Nintendo Classic Mini: Super Nintendo Entertainment System
Nintendo Classic Mini: Super Nintendo Entertainment System (Nintendo Classic Mini: SNES, i Nordamerika Super Nintendo Entertainment System Classic Edition eller SNES Classic Edition) är en spelkonsol som släpptes den 29 september 2017. Konsolen är en replika av Nintendos SNES som släpptes i Japan 1990. Konsolen har 21 SNES-spel förinstallerade, varav en del aldrig släpptes till SNES i Europa och Star Fox 2 aldrig har släppts tidigare över huvud taget. Det medföljer två kontroller till konsolen. Konsolen har även en port för HDMI och en port för strömförsörjning via USB.

## Lista över medföljande spel
Spelen i den europeiska utgåvan är identiska med de amerikanska versionerna, även i de fall där spel tidigare har haft andra namn i Europa.
| Spel                                       | Utvecklare                         | Utgivare         | År   | Noter                                                                       |
| ------------------------------------------ | ---------------------------------- | ---------------- | ---- | --------------------------------------------------------------------------- |
| Contra III: The Alien Wars                 | Konami                             | Konami           | 1992 | Den europeiska titeln var Super Probotector: Alien Rebels.                  |
| Donkey Kong Country                        | Rare                               | Nintendo         | 1994 |                                                                             |
| EarthBound                                 | Ape, HAL laboratory                | Nintendo         | 1994 | Ej ursprungligen utgivet i Europa.                                          |
| Final Fantasy III                          | Square                             | Square           | 1994 | Ej ursprungligen utgivet i Europa. Den japanska titeln är Final Fantasy VI. |
| F-Zero                                     | Nintendo EAD                       | Nintendo         | 1990 |                                                                             |
| Kirby Super Star                           | HAL Laboratory                     | Nintendo         | 1996 | Den europeiska titeln var Kirby's Fun Pak.                                  |
| Kirby's Dream Course                       | HAL Laboratory, Nintendo EAD       | Nintendo         | 1995 |                                                                             |
| The Legend of Zelda: A Link to the Past    | Nintendo EAD                       | Nintendo         | 1991 |                                                                             |
| Mega Man X                                 | Capcom                             | Capcom, Nintendo | 1993 |                                                                             |
| Secret of Mana                             | Square                             | Square           | 1993 |                                                                             |
| Star Fox                                   | Nintendo EAD, Argonaut Software    | Nintendo         | 1993 | Den europeiska titeln var Starwing.                                         |
| Star Fox 2                                 | Nintendo EAD, Argonaut Software    | Nintendo         | 2017 | Ej tidigare utgivet.                                                        |
| Street Fighter II Turbo: Hyper Fighting    | Capcom                             | Capcom           | 1993 |                                                                             |
| Super Castlevania IV                       | Konami                             | Konami           | 1991 |                                                                             |
| Super Ghouls 'n Ghosts                     | Capcom                             | Capcom, Nintendo | 1991 |                                                                             |
| Super Mario Kart                           | Nintendo EAD                       | Nintendo         | 1992 |                                                                             |
| Super Mario RPG: Legend of the Seven Stars | Square                             | Nintendo         | 1994 | Ej ursprungligen utgivet i Europa.                                          |
| Super Mario World                          | Nintendo EAD                       | Nintendo         | 1990 |                                                                             |
| Super Metroid                              | Nintendo R&D1, Intelligent Systems | Nintendo         | 1994 |                                                                             |
| Super Punch-Out!!                          | Nintendo R&D3                      | Nintendo         | 1994 |                                                                             |
| Yoshi's Island                             | Nintendo EAD                       | Nintendo         | 1995 |                                                                             |